# Hymenosicyos membranifolius
Hymenosicyos membranifolius là một loài thực vật có hoa trong họ Cucurbitaceae. Loài này được (Hook. f.) Chiov. mô tả khoa học đầu tiên năm 1911.